# Barbascalpellum sanctaebarbarae
Barbascalpellum sanctaebarbarae är en kräftdjursart som först beskrevs av Henry Augustus Pilsbry 1907.  Barbascalpellum sanctaebarbarae ingår i släktet Barbascalpellum och familjen Scalpellidae. Inga underarter finns listade i Catalogue of Life.